# Divize D 2012/2013
V soubojích 48. ročníku Moravskoslezské divize D 2012/13 (jedna ze skupin 4. fotbalové ligy) se utkalo 16 týmů každý s každým dvoukolovým systémem podzim–jaro. Tento ročník začal v sobotu 11. srpna 2012 úvodními čtyřmi zápasy 1. kola a skončil v neděli 16. června 2013 zbývajícím utkáním 30. kola a celého ročníku (Tasovice – Vrchovina 2:2).
V úterý 19. února 2013 odstoupil ze soutěže FC Vracov a stal se tak prvním sestupujícím. Soutěž byla dohrána s 15 účastníky, výsledky Vracova v jeho dosud odehraných utkáních byly anulovány.

## Nové týmy v sezoně 2012/13
- Z MSFL 2011/12 sestoupilo do Divize D mužstvo SK Líšeň.
- Z Přeboru Jihomoravského kraje 2011/12 postoupilo vítězné mužstvo FC Vracov.[3]
- Z Přeboru Vysočiny 2011/12 postoupilo vítězné mužstvo SK Bystřice nad Pernštejnem.[4]

## Kluby podle krajů
- Jihomoravský (7): TJ Tatran Bohunice, FC Dosta Bystrc-Kníničky, RSM Hodonín, SK Líšeň, TJ Sokol Tasovice, FC Vracov, MFK Vyškov.
- Vysočina (6): SK Bystřice nad Pernštejnem, FK Pelhřimov, TJ Slavoj TKZ Polná, HFK Třebíč,  Velké Meziříčí, SFK Vrchovina.
- Zlínský (3): TJ FS Napajedla, FC Viktoria Otrokovice, FC Slovácká Sparta Spytihněv.

## Konečná tabulka
Zdroj:
| Poř. | Tým                             | Z  | V  | R  | P  | VG | OG | B  |
| ---- | ------------------------------- | -- | -- | -- | -- | -- | -- | -- |
| 1.   | HFK Třebíč                      | 28 | 17 | 7  | 4  | 46 | 19 | 58 |
| 2.   | SK Líšeň (S)                    | 28 | 16 | 8  | 4  | 56 | 30 | 56 |
| 3.   | TJ FS Napajedla                 | 28 | 12 | 7  | 9  | 51 | 38 | 43 |
| 4.   | FC Velké Meziříčí               | 28 | 12 | 4  | 12 | 43 | 43 | 40 |
| 5.   | FC Viktoria Otrokovice          | 28 | 11 | 6  | 11 | 45 | 41 | 39 |
| 6.   | FK Pelhřimov                    | 28 | 11 | 5  | 12 | 41 | 47 | 37 |
| 7.   | RSM Hodonín                     | 28 | 10 | 6  | 12 | 33 | 33 | 36 |
| 8.   | SFK Vrchovina                   | 28 | 8  | 12 | 8  | 34 | 36 | 36 |
| 9.   | MFK Vyškov                      | 28 | 7  | 13 | 8  | 31 | 27 | 34 |
| 10.  | TJ Slavoj TKZ Polná             | 28 | 8  | 9  | 11 | 38 | 46 | 33 |
| 11.  | FC Dosta Bystrc-Kníničky        | 28 | 9  | 6  | 13 | 37 | 56 | 33 |
| 12.  | TJ Sokol Tasovice               | 28 | 9  | 6  | 13 | 38 | 48 | 33 |
| 13.  | SK Bystřice nad Pernštejnem (N) | 28 | 8  | 9  | 11 | 47 | 56 | 33 |
| 14.  | TJ Tatran Bohunice              | 28 | 8  | 8  | 12 | 49 | 48 | 32 |
| 15.  | FC Slovácká Sparta Spytihněv    | 28 | 8  | 6  | 14 | 35 | 55 | 30 |
| 16.  | FC Vracov (N)                   | 0  | 0  | 0  | 0  | 0  | 0  | 0  |

Poznámky:
- Z = Odehrané zápasy; V = Vítězství; R = Remízy; P = Prohry; VG = Vstřelené góly; OG = Obdržené góly; B = Body; (S) = Mužstvo sestoupivší z vyšší soutěže; (N) = Mužstvo postoupivší z nižší soutěže (nováček)
- O pořadí na 7. a 8. místě rozhodla bilance vzájemných zápasů: Hodonín - Vrchovina 3:1, Vrchovina - Hodonín 1:1[5]
- O pořadí na 10. až 13. místě rozhodla minitabulka vzájemných zápasů[5].

|  | Postup do MSFL 2013/14                                       |
|  | Přechod do Divize E 2013/14                                  |
|  | Sestup do Přeboru Zlínského kraje 2013/14                    |
|  | Přihláška do I. B třídy Jihomoravského kraje – sk. C 2013/14 |